# Fontaine de Juturne
La fontaine de Juturne (en latin : Lacus Iuturnae) est une fontaine de Rome construite sur une source ou un puits sur le Forum Romain. La fontaine est associée à un autel dédié à la nymphe Juturne. Le nom de Lacus Iuturnae se rapporte aussi bien à la source qu'à l'autel qui se dresse tout près.

## Localisation
La fontaine se tient dans le coin sud du Forum Romain, au pied du Palatin, entre le temple de Castor et Pollux et celui de Vesta (voir le plan).

## Fonction
Avant la construction du premier aqueduc, la source de Juturne est une des plus anciennes et importantes de Rome. Il est dit que l'eau de la fontaine possède des propriétés curatives. Les vieux et les infirmes viennent déposer des offrandes à proximité pour s'assurer la bénédiction de la divinité afin de guérir de leur maladie.

## Histoire

### Antiquité

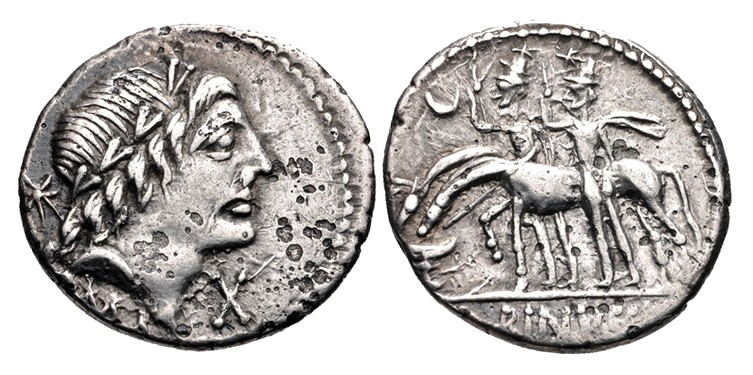
Denarius frappé vers 96 av. J.-C. par un membre de la gens Postumia. Sur le revers, les Dioscures se tiennent près de leurs chevaux qui s'abreuvent dans la source.

Selon la légende, l'autel marque le lieu où, en 495 av. J.-C., les jumeaux Castor et Pollux ont fait une halte afin de laisser leurs chevaux s'abreuver alors qu'ils passent par Rome pour annoncer la victoire romaine à la bataille du lac Régille. Un temple qui leur est dédié, le temple de Castor et Pollux, est construit tout près. Toujours selon la légende, la divinité elle-même serait apparue au-dessus de la source après la victoire des Romains à Pydna en 168 av. J.-C.
Au cours du IIe siècle av. J.-C., durant la censure d'Aemilius Paulus, la source est aménagée et ornée d'un groupe représentant les Dioscures et leurs chevaux afin de commémorer les prodiges, dédiée par Lucius Aemilius Paulus. En 117 av. J.-C., la fontaine est reconstruite par Lucius Caecilius Metellus.
La fontaine est endommagée par l'incendie de 14 et restaurée par Tibère. Durant l'Empire, quand une autre source vient à se tarir, les Vestales utilisent la fontaine de Juturne pour s'approvisionner en eau afin d'accomplir leurs cérémonies religieuses. La fontaine est modifiée au IVe siècle afin de faire de la place pour la construction de la statio aquarum.
Durant le Moyen Âge, la source est toujours utilisée et de nombreux pèlerins continuent de se rendre devant la fontaine pour bénéficier de ses prétendues vertus curatives.

### Fouilles archéologiques

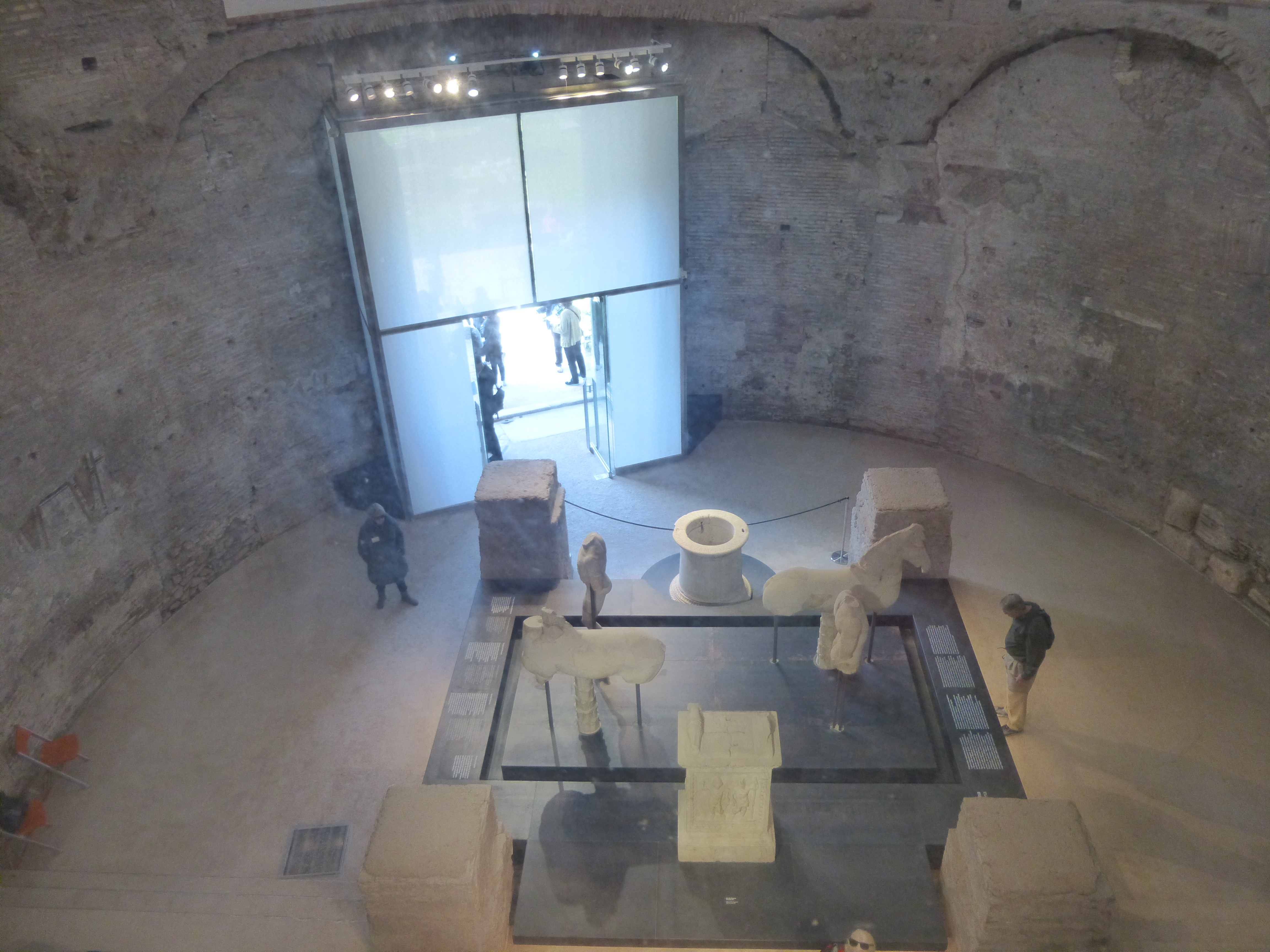
Vue intérieure du temple de Romulus, depuis la verrière située dans la basilique Santi Cosma e Damiano. En 2015, le temple accueille la reconstruction du mobilier de la fontaine de Juturne.

La partie méridionale du Forum est dégagée à partir de 1900 et des vestiges de la fontaine sont mis au jour, la plupart datant de l'Empire mais les plus anciens remonteraient à la République.

## Description

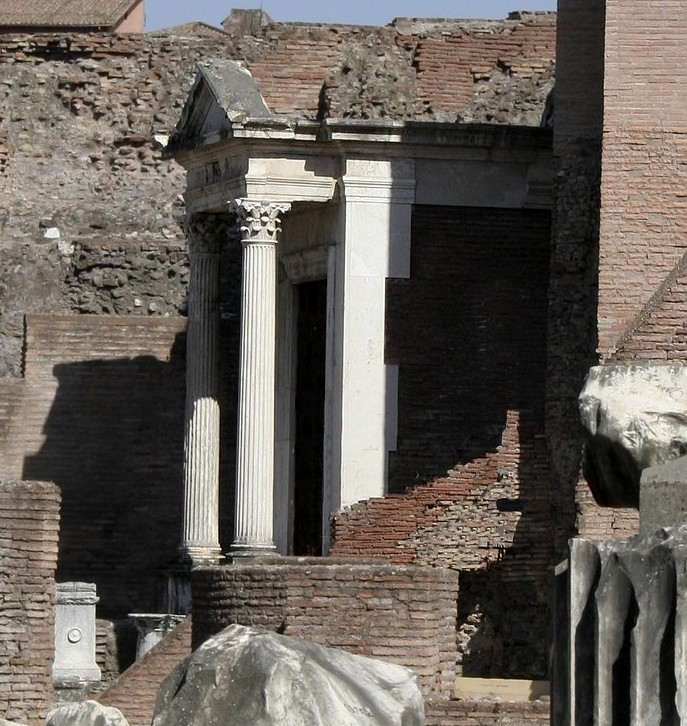
Édicule de Juturne avec le puits et l'autel qui sont partiellement visibles entre deux murs de brique.

### La fontaine
La fontaine se compose d'un bassin presque carré de 5,13 mètres de long pour 5,04 mètres de large et 2,12 mètres de profondeur, pavé avec des dalles de marbre. Au milieu se dresse un autel rectangulaire de 1,78 mètre de haut dont la base fait environ 3 mètres de long pour 2 mètres de large. Il devait soutenir des statues en marbre représentant les Dioscures accompagnés de leurs chevaux,.

### L'autel et l'édicule
À proximité se trouve un autel portant les représentations des Dioscures et d'Hélène avec Jupiter d'un côté et Léda de l'autre, placés là à l'époque d'Hadrien.
À environ 4 mètres au sud du bassin se dresse un édicule composé d'une cella abritant une statue de Juturne et d'un petit pronaos de deux colonnes. En avant, se tient un autel sur lequel figure un relief représentant Juturne et son frère Turnus. Entre les deux a été construit un puits circulaire qui porte une inscription rappelant que le sanctuaire a été restauré par Marcus Barbatius Pollio, édile curule de la deuxième moitié du Ier siècle av. J.-C..